# 野妻まゆ美
野妻 まゆ美（のづま まゆみ、1959年〈昭和34年〉11月4日 - ）は、日本の漫画家。旧表記は野妻 まゆみ。大阪府出身。
19歳の時に『花とゆめ 1978年17号』（白泉社）に「猫のはなし」が掲載され、『野妻まゆみ』名義で漫画家デビュー。以降、少女漫画誌花とゆめやLaLaでの活動を経て、現在はレディース誌で活躍している。
 　1979年〜86年にかけて花とゆめに連作で掲載された羽根くんシリーズはコミカルなタッチで主人公を描いて人気を博し、単行本が6冊刊行された。

## 著作

### 白泉社・花とゆめコミックス
- 『野妻まゆみ』名義の作品群
- 羽根くんシリーズ　全6巻、1982-86年

1. 『羽根くんの危険なふたり』1982年8月。ISBN 4592114612。
2. 『羽根くんの魅せられた夜』1983年6月。ISBN 4592114620。
3. 『羽根くんの10年ロマンス』1984年6月。ISBN 4592114639。
4. 『羽根くんの君をのせて』1985年4月。ISBN 4592114647。
5. 『羽根くんの気になるお前』1985年7月。ISBN 4592114655。
6. 『羽根くんのさよならをいう気もない』1986年8月。ISBN 4592114663。

- 『ドリーミング』1984年3月。ISBN 4592117069。
- ピエタ　全2巻、1985-86年

1. 『ピエタ』1984年12月。ISBN 4592117719。
2. 『ピエタ』1986年1月。ISBN 4592117727。

- 西海岸町FELLOWS　全3巻、1986-87年

1. 『西海岸町FELLOWS』1986年12月。ISBN 4592114671。
2. 『西海岸町FELLOWS』1987年5月。ISBN 459211468X。
3. 『西海岸町FELLOWS』1988年4月。ISBN 4592114698。

- 『おんな甲子園!』1988年1月。ISBN 4592118502。
- 俺たちの応援歌　全2巻

1. 『俺たちの応援歌』1989年2月。ISBN 4592115600。
2. 『俺たちの応援歌』1989年3月。ISBN 4592115902。

### 白泉社以外
- 『女性漫画誌』のレーベルから発刊された作品の中には、同じ出版社でも再販時に名義を『野妻まゆみ』から『野妻まゆ美』に変更しているものがある。
- 『女たちのベースボール』双葉社〈Jour comics〉、1990年7月。ISBN 4575331074。
- 『彼女がヒーロー』双葉社〈Jour comics〉、1991年9月。ISBN 4575331287。
- 白い町のアドリアーナ　全2巻

1. 『白い町のアドリアーナ』主婦と生活社〈エメラルドコミックス〉、1992年1月。ISBN 4391904446。
2. 『白い町のアドリアーナ』主婦と生活社〈エメラルドコミックス〉、1992年5月。ISBN 4391904608。

- 『夜のサンクチュアリ』主婦と生活社〈エメラルドコミックス〉、1992年8月。ISBN 4391904756。
- 『見知らぬ街で』主婦と生活社〈エメラルドコミックス〉、1992年11月。ISBN 4391904853。
- 『深町医院物語』主婦と生活社〈エメラルドコミックス〉、1996年8月。ISBN 4391905590。
  -     1. 野妻まゆ美『メンタル・プロット深町医院物語』宙出版〈ミッシィコミックス〉、2004年7月。ISBN 4776713411。
    2. 野妻まゆ美『メンタル・プロット深町医院物語』宙出版〈ミッシィコミックス〉、2004年8月。ISBN 4776713586。
    3. 野妻まゆ美『メンタル・プロット深町医院物語』宙出版〈ミッシィコミックス〉、2004年9月。ISBN 4776713829。
- 野妻まゆ美『YAMATAI（ヤマタイ）』双葉社〈双葉文庫名作シリーズ〉、2001年11月。ISBN 457572355X。
- 野妻まゆ美『野妻まゆ美のねことネコ：コミックエッセイ集』ワニブックス、2002年5月。ISBN 4847014359。
- 野妻まゆ美(画)｜サラ・モーガン(原作)『誘惑はシチリア式で』株式会社ハーパーコリンズ・ジャパン〈ハーレクインコミックス：ノ2-01〉、2021年4月。ISBN 978-4596415851。